# Kistler
Kistler és una població dels Estats Units a l'estat de Pennsilvània. Segons el cens del 2000 tenia 344 habitants.

## Demografia
Segons el cens del 2000, Kistler tenia 344 habitants, 138 habitatges, i 90 famílies. La densitat de població era de 510,8 habitants per quilòmetre quadrat.
Dels 138 habitatges en un 39,9% hi vivien nens de menys de 18 anys, en un 42,8% hi vivien parelles casades, en un 13,8% dones solteres, i en un 34,1% no eren unitats familiars. En el 30,4% dels habitatges hi vivien persones soles el 16,7% de les quals corresponia a persones de 65 anys o més que vivien soles. El nombre mitjà de persones vivint en cada habitatge era de 2,39 i el nombre mitjà de persones que vivien en cada família era de 2,95.
Per edats la població es repartia de la següent manera: un 29,9% tenia menys de 18 anys, un 6,4% entre 18 i 24, un 31,4% entre 25 i 44, un 21,2% de 45 a 60 i un 11% 65 anys o més.
L'edat mediana era de 34 anys. Per cada 100 dones de 18 o més anys hi havia 94,4 homes.
La renda mediana per habitatge era de 25.089 $ i la renda mediana per família de 27.500 $. Els homes tenien una renda mediana de 22.679 $ mentre que les dones 19.688 $. La renda per capita de la població era d'11.365 $. Entorn del 25% de les famílies i el 28,4% de la població estaven per davall del llindar de pobresa.

## Poblacions més properes
El següent diagrama mostra les poblacions més properes.